# Франсуа Піро
Франсуа́ Піро́ (фр. François Pirot; нар. 1977) — бельгійський сценарист та кінорежисер.

## Біографія
Франсуа Піро дебютував у кіно короткометражним фільмом «Відставка» (фр. Retraite), поставленим за власним сценарієм у 2005 році. Після цього співпрацював з Жоакімом Лафоссом, написавши сценарії до його фільмів «Приватна власність» (2006) та «Приватні уроки» (у співавторстві з Ж. Лафоссом; номінація за найкращий сценарій 1-ї церемонії вручення бельгійської національної кінопремії «Магрітт» у 2011 році).
У 2012 році Піро дебютував повнометражною драматичною комедією «Дім на колесах» з Артуром Дюпоном та Гійомом Гуї у головних ролях. Фільм брав участь у низці європейських кінофестивалів, зокрема змагався за головний приз — Золотого леопарда — Міжнародного кінофестивалю у Локарно 2012 року. У 2013 році стрічку було номіновано у 7-ми категоріях на здобуття кінопремії «Магрітт», зокрема за найкращий фільм, найкращу режисерську роботу та найкращий сценарій.

## Фільмографія
Сценарист
| Рік  |     | Українська назва   | Оригінальна назва | Режисер       |
| ---- | --- | ------------------ | ----------------- | ------------- |
| 2005 | к/м | Відставка          | Retraite          |               |
| 2006 |     | Приватна власність | Nue propriété     | Жоакім Лафосс |
| 2008 |     | Приватні уроки     | Élève libre       | Жоакім Лафосс |
| 2011 |     | Загарбник          | L'envahisseur     | Ніколя Прово  |
| 2012 |     | Дім на колесах     | Mobile Home       |               |

Режисер
| Рік  |     | Українська назва | Оригінальна назва | Примітки |
| ---- | --- | ---------------- | ----------------- | -------- |
| 2005 | к/м | Відставка        | Retraite          |          |
| 2005 | к/м | У неділю ввечері | Dimanche soir     |          |
| 2012 |     | Дім на колесах   | Mobile Home       |          |

## Визнання
| Нагороди та номінації Франсуа Піро               | Нагороди та номінації Франсуа Піро                          | Нагороди та номінації Франсуа Піро         | Нагороди та номінації Франсуа Піро |
| Рік                                              | Категорія                                                   | Фільм                                      | Результат                          |
| ------------------------------------------------ | ----------------------------------------------------------- | ------------------------------------------ | ---------------------------------- |
| Європейський кінофестиваль перших фільмів у Анже |                                                             |                                            |                                    |
| 2006                                             | Приз Європейського журі за найкращий короткометражний фільм | Відставка                                  | Перемога                           |
| Премія «Магрітт»                                 |                                                             |                                            |                                    |
| 2011                                             | Найкращий сценарій                                          | Приватні уроки (разом з Жоакімом Лафоссом) | Номінація                          |
| 2013                                             | Найкращий фільм                                             | Дім на колесах                             | Номінація                          |
| 2013                                             | Найкращий режисер                                           | Дім на колесах                             | Номінація                          |
| 2013                                             | Найкращий сценарій                                          | Дім на колесах                             | Номінація                          |
| Міжнародний кінофестиваль у Локарно              |                                                             |                                            |                                    |
| 2012                                             | Гран-прі Золотий леопард                                    | Дім на колесах                             | Номінація                          |
| 2012                                             | Приз молодіжного журі                                       | Дім на колесах                             | 2-е місце                          |